# ねじれ国会
ねじれ国会（ねじれこっかい）とは、日本の国会におけるねじれ現象のことである。野党会派が参議院の過半数の議席を占めている状態を指す。逆転国会（ぎゃくてんこっかい）とも呼ばれる。
この言葉は1989年7月30日付け「朝日新聞」朝刊3面に掲載されたことが由来で、マスコミの造語である。特に2007年7月の第21回参議院議員通常選挙の結果を受けて、報道などでよく使われるようになった。

## 概要
日本は議院内閣制を採用しており、内閣総理大臣の指名において衆議院の優越が認められている。このことから閣外協力を得た少数与党でない限りは、単一の与党または複数の連立与党が衆議院の過半数を占める事となる。ねじれ国会という語は、それにも関わらず与党が参議院の過半数を占めていない状態を指すものであり、この状態は与党が参議院の比較第1党であったとしても起こりうる。
二院制である以上は各院が多数派を異にすることは当然に想定されるが、日本の国会では党議拘束がほぼ全ての議案に対して行われるため、個々の議員との交渉によってその議員のみの投票行動を変えさせることは困難である。そのため、政党の執行部との交渉により会派単位での承認を得なければ議案を両院通過させられないという特徴がある。
衆参両院で政権与党が過半数を維持している状況とは違い、ねじれの状態では参議院で過半数を有する野党を納得させなければ法案は成立しないために、参議院で衆議院と異なる議決が起こりやすくなる。これは、参議院の独自性の発揮とみなすことができるが、衆議院とは異なる議決が政治の停滞を招くことになり、その損失が重視されることがねじれ国会の問題点とされる。

### 衆議院の優越
憲法上に定められている優越には、様々な制約がある。
予算案の議決・条約批准の議決・内閣総理大臣指名選挙に関しては、議決が異なった場合や衆議院議決後に一定日数の間に参議院が議決しない場合、衆議院の議決を国会の議決とすることができる（衆議院の優越、自然成立）。しかし、関連法案が野党に反対され参議院で可決できない場合、予算執行や条約履行に支障が生じる可能性もある。一方、法律案の場合、衆議院が先議して可決した法案を後議の参議院が否決した場合、これを成立させるためには、衆議院で3分の2以上の特別多数で再可決する必要がある（衆議院の再議決）。
衆議院可決議案を参議院が議決しない場合、衆議院可決から60日間が経過しなければ、参議院が否決したとみなすことはできない（みなし否決）。したがって、衆議院で先議可決した議案を、参議院は、最大60日間にわたって法案審議を引き延ばすことができる。もし、60日間が経過する前に国会の会期切れが見込める場合なら、継続審議にせず審議未了とすることで廃案に追い込むこともできる。国会法では、臨時国会や特別国会の会期及び会期延長における両院の議決では衆議院の優越が認められているが、会期延長の回数は制限されている。

### 両院承認案件
各法律では両議院での承認を必要としている案件があり、衆議院は優越しない。
国会同意人事
日本銀行政策委員、会計検査院検査官、人事院人事官などの国会同意人事では衆議院の優越が認められていないため、衆参両院で同意を得る必要がある。参議院が同意人事を否決した場合、政府は新たな人選に迫られることになる 。国会閉会中または衆議院解散中は暫定的に任命をすることもできるが、あくまで次期国会で同意を得るための暫定人事であるため、抜本的な対処とはならない。
そのほかの両院承認案件
自衛隊の防衛出動の承認、NHK予算の承認などの国会の両院の承認が必要な案件については、参議院が同意せず両院協議会でも調整できない場合は、自衛隊出動が撤退になる、NHKの予算支出が暫定予算扱いで対処するなど、政策実施に支障を来たすようになる。

### 参議院独自の案件
閣僚等問責決議案の可決
参議院で野党が過半数となれば、政府要職に不適格と判断される閣僚などへの問責決議案が可決しやすくなる。問責決議には法的拘束力はないが、問責対象閣僚が出席する国会審議において野党議員が出席を拒否（審議拒否）して、審議が停滞することがある。そのため、問責理由が世論の支持を受け野党が強硬姿勢を崩さない場合には、閣僚が辞任する事態に発展する可能性もある。
首相問責決議案の可決
参議院で首相問責決議案が可決されれば、閣僚等問責決議と同じく首相が出席する国会審議において野党議員が出席を拒否する事態が想定される。一方で、参議院による問責決議には内閣総辞職をさせる法的拘束力がないことから、与党側には内閣信任決議（憲法第69条）を衆議院で可決し、首相問責決議の効果を打ち消そうとした事例がある（福田康夫内閣総理大臣に対する問責決議）。
国政調査権発動と証人喚問
参議院で野党が主要委員会の委員長ポストを獲得すれば、政府・与党の腐敗や疑獄事件などについて、野党が主導をして参議院で国政調査権や証人喚問の行使を議決することができる。証人喚問で証言拒否や偽証した場合は、国会の議決で刑事罰が規定されている議院証言法違反として告発することができる。但し参議院では1955年以降、証人喚問決議は全会一致で行うことが慣例となっている（法律に基づかない慣例なので、野党が慣例を破る可能性はある）。また、議院証言法に基づく告発には法改正により1988年以降は出席委員の3分の2以上の賛成を要することが規定されており、与党が3分の1以上の委員数を押さえていれば証人喚問の実効性を減殺することができる。さらに在任中の国務大臣は、首相の許可がない限り訴追を受けることはない（憲法第75条）。しかし、野党の証人喚問決議や議院証言法違反告発の正当性を世論が認める場合には、政府・与党も軟化せざるを得ないと予想される。
議員辞職勧告決議の可決
政権に大きな影響力があると目される与党大物参議院議員への辞職勧告決議が可決しやすくなる。但し数の論理をもって多数派が議員の役職を奪うような決議を行うには、汚職の嫌疑など、相応の大義名分が必要とされる。辞職勧告決議には法的拘束力はないが、政府・与党に大きな打撃を与えることができる。

## 評価
ねじれ国会の状態では、国会運営の停滞や政府・与党が提案する議案の不成立により政府の政策実施が滞る一方、与野党協議によって政策の修正が行われる可能性が増大したり、野党主導で国政調査権が行使されたりする。このため、後者のメリットを強調する立場に立つ政治評論家やジャーナリストの中には、「ねじれ国会」をより肯定的に「バランス国会」などと表現をする者もいる。
寺田典城は「情報が公開され、与党と野党が互いに競う」と評する。
なお、ねじれ国会における法案の成否をゲーム理論でモデル化した研究としては、川人貞史「衆参ねじれ国会における立法的帰結」がある。

### ねじれの利点
終戦直後の日本国憲法制定での両院制選択の経緯を見ると、アメリカから渡された憲法草案が一院制であったのに対し、日本側はわざわざ二院制への変更を主張し、米国も特に反対することもなく容認している。日本側が両院制を推した理由は、仮に一院制を採用した場合、総選挙の結果で国家の方針がいきなり変わってしまうことになり、政情が安定しなくなるのに対し、二院制ならば、片方の議院の選挙で多数党が変わったとしても、ねじれの間は簡単には法律を変えられない、すなわち政情が安定するというものであった。ねじれの間は法律を変えられないが、国としての最低限の機能を維持するため「内閣総理大臣の指名」と「予算の承認」は衆議院だけで成立できるようになっており、いわば冬眠状態にあることになる。ねじれた後、時間をかけて次の選挙で国の針路を決めることになり、国民に熟慮期間を与えることができる点が最大の長所と言える。

### ねじれの欠点
本来、参議院には「良識の府」という役割がある。そのため、ねじれただけで法律を変えられないというのでは、本来の役割を果たしていないといった指摘も存在する。
現にイギリスの議会では、金銭法案については庶民院（下院）の議決が優先され、それ以外の法案についても貴族院（上院）は成立を引き延ばせるだけで廃案にはできないという性質がある。

## 解消

### 選挙を経ない議員の異動によるねじれの解消
野党内で反主流派の参議院議員を引き抜く、与野党対立に距離を置く中間政党を取り込む、無所属の参議院議員を引き入れるなどにより、与党が参議院の過半数勢力を回復することがある。逆に、野党が衆議院の過半数を獲得して政権交代を実現を目指して、与党内で反主流派の衆議院議員を引き抜く、与野党対立に距離を置く中間政党を取り込む、無所属の衆議院議員を引き入れる戦略などが考えられる。

### 選挙を通じたねじれの解消
選挙を通じたねじれの解消には、時間的な制約がある。参議院で過半数勢力となった野党は、衆議院議員総選挙により衆議院でも過半数勢力となり、政権交代を実現することを目指す。しかし、一般に解散権は衆議院過半数勢力が行使できるのであって、この理由で解散を行う誘引はない。一方で与党は、参議院において過半数勢力を獲得することを目指す。しかし、参議院には解散がないため、（与党が参議院で過半数回復が見込めるほどの数の補欠選挙が発生するなどの極端な例外を除けば）次の参議院議員通常選挙まで待つ必要がある。さらに、与党に有利な状況であっても、参院選は半数改選であるため、過半数獲得は容易ではないし、直近の参院選で与党が大敗していた場合は、次の参院選での過半数確保のハードルが高くなる。

## 制度改正によるねじれの弊害の解消論
衆参ねじれによる国会審議の停滞を解消する方法としては、以下のものが考えられる。
- 衆院選に勝利した政党のマニフェストに関する議案[7][8][9]や予算関連法案[7]などについて、参議院が反対しないなどの慣行を与野党合意で確立する[7]。前者の例としてはイギリスのソールズベリー原則（Salisbury doctorine）が挙げられる。ただし、イギリスの貴族院（上院）とは異なり参議院が公選制であることが、このような合意形成の障害になる可能性が考えられる[9]。なお、イギリスのソールズベリー原則を万能と考える議論には批判がある。小堀眞裕によれば、ブレア政権下でのID法案はマニフェストで公約されていたにもかかわらず、貴族院で12回も政府案が敗北しており、原則の有効性は万能とは言えないと指摘されている[10]。
- 国会の議事日程の決定について内閣に主導権を与える[11]。その問題意識は、日本の現行制度が国会運営に内閣の関与を認めず、衆参各院の議院運営委員会（議運）に委ねている[注 3]。これに対して、たとえばフランス議会[注 4][注 5]やドイツ連邦議会（下院）[注 6]では、議会の議事日程の決定に政府が参画している。
- 内閣提出法案の成立を促進する手段を内閣に与える[16]。たとえばフランスでは、政府提出法案に対する修正案のうち許容範囲内のものに限定して、原案との一括表決を議会に求める権限が政府に与えられている[14][15]。
- 参議院の権限を弱める方向で制度改革を実施する（参議院改革論）[17][18]。その問題意識は、各国の第二院のなかでも参議院は権限が強大な部類に属する[19]点にある。たとえば、衆議院の再可決の要件を3分の2から引き下げるには憲法改正を要するが、国会同意人事における衆議院の優越の復活は各根拠法の改正（たとえば日本銀行総裁であれば日本銀行法の改正）で実現できる。
- 憲法改正によって両院制から一院制に移行する（参議院不要論）。ただし、一院制における任期の調整、選挙制度の調整、現行憲法で満了日まで任期が保障されている参議院議員の在任期間、両院の総議員3分の2以上の賛成への実現性可能性などの問題がある。2013年7月、第23回参議院議員通常選挙において自民党が両院で第一党となったとたんに論じられなくなった[要出典]。
- 衆参同日選挙の慣例化により、衆参の選挙結果の差異を縮小する方法も考えられる。現在の日本が事実上採用している衆参別時期選挙というのは、世界的な上下両院選挙の動向からみれば異例である。議院内閣制を採用する国で、上下両院を選挙する国は、イタリア・オーストラリア・ベルギー・スペイン・日本であるが、このうち上下両院別時期選挙を行っているのは、日本のみであり、他の国々では上下両院同日選挙を実施している。また、日本以外の国々では、上院解散が可能であり、できないのは日本だけである。それにも関わらず、国会の憲法審査会などでは、憲法学者が一般的に上院は解散できないなどという明らかな虚偽説明を行っている[要検証 – ノート][20]。日本の比較憲法の水準は低く、本格的な展開が求められる[要検証 – ノート]。

## 実例

### 55年体制確立前
55年体制確立前の参議院では、与党が過半数を占めずに、党議拘束をしない院内会派である緑風会が大きな勢力をもち、しばしば、衆議院可決案を修正および否決し、衆議院とは異なる首班指名をおこなうこともあった。

### 1989年参院選後
1989年参院選後では自由民主党が惨敗して参議院過半数を失った。その後、宇野宗佑首相辞任後の首班指名選挙で衆議院は自民党の海部俊樹、参議院は日本社会党の土井たか子と、衆参異なる指名になった。首相指名に関する両院協議会が39年ぶりに開かれたものの成案を得るに至らなかったため、衆議院議決優越により海部が首相になった。
その後、12月に参議院で提出されていた消費税廃止法案が自民党が反対するも、野党の賛成多数で可決され、衆議院に送付された。1990年2月、衆議院を通過した1989年度補正予算案が参議院で否決され、予算案をめぐっては戦後初の両院協議会が開かれた。両院協議会で一致しなかったため、衆議院議決優越により政府原案通り成立した。
ただ、自民党は竹下政権の頃から消費税などを巡って民社党・公明党との協調路線を強めており、参院選で「一人勝ち」となった社会党への反発は民社・公明の間でも強く、ねじれ国会の下でも、自民党はいわゆる自公民路線という形でそれなりに円滑な国会運営を行うことができた。1990年衆院選で自民党が勝利したこともあり、参議院も含めた国会運営が与党ペースで進んだということもある。

### 1998年参院選後
1998年参院選後では自民党が惨敗して参議院過半数を失った。その後、橋本龍太郎首相辞任後の首相指名選挙で衆議院は自民党の小渕恵三、参議院は民主党の菅直人と、衆参異なる指名になった。両院協議会で一致しなかったため、衆議院議決優越により小渕が首相になった。
その後の金融国会では政府が提出した金融再生法案が衆議院で可決されるも、参議院では野党の修正案を提示、最終的には自民党が野党案をほぼ丸呑みする形で成立した。また10月に参議院で防衛庁調達実施本部背任事件をめぐって、額賀福志郎防衛庁長官問責決議が野党の賛成多数で可決され、額賀長官は辞任に追い込まれた。
その後、自民党は自由党（自自連立、1999年1月）や公明党（自自公連立、1999年10月）との連立を図ることで参議院過半数を確保し、ねじれを解消した。

### 2007年参院選後
2007年参院選では自民党が惨敗して参議院過半数を失い、民主党が参議院第1党になった。その後、参議院議長に江田五月、参議院議運委員長に西岡武夫が選出され、参議院の議事の主導権は野党が握るようになった。その後、安倍晋三首相辞職後の首班指名選挙で衆議院は自民党の福田康夫、参議院は民主党の小沢一郎と、衆参異なる指名になった。両院協議会で一致しなかったため、衆議院議決優越により福田が首相になった。
その後、
- 自民党が反対する年金保険料流用禁止法案の参議院可決、衆議院への送付
- 守屋武昌前防衛事務次官に対する証人喚問を参議院で実施
- 補給支援特別措置法案、改正道路財源特例法案などの参議院否決またはみなし否決と、51年ぶりの衆議院再議決権の行使による法案成立
- 国会同意人事の参議院不同意による戦後初の日銀総裁空席
- 財務省や金融庁の権限が一切書かれていない道路整備事業特別措置法を、野党主導の参議院財政金融委員会に付託
- 後期高齢者医療制度廃止法案を野党主導の強行採決で参議院可決
- 暫定税率法案の吊るしと再可決によるガソリン代の乱高下
- 参議院での福田首相・麻生首相に対する問責決議案可決[注 7]

などが起こっている。前述のように、与党は衆議院で2/3の議席を保持していたため、重要な法案については再議決を行うことが可能だったとはいえ、政府は国会運営に苦慮することも多かった。そこで福田は、衆参ねじれへの対策として民主党との大連立を打診、民主党の小沢一郎代表との間で一度合意するも、民主党内の猛反発により実現せず、却って与野党の対立姿勢を強める結果となった。結局ねじれによる国政運営の困難を理由に、福田は2008年9月に首相を辞任。これを受けた首班指名選挙では再び衆議院が自民党新総裁の麻生太郎、参議院が小沢を指名、両院協議会の不一致を経て麻生が首相となった。2009年7月には、東京都議選における自民党の惨敗を受けて、民主党などが衆議院に内閣不信任決議案、参議院に麻生首相に対する問責決議案を提出、それぞれ否決・可決された。
直後の2009年衆院選によって参議院多数派勢力である民主党を中心とした連合が衆議院で過半数の議席を獲得し、政権与党となったことで、ねじれは解消された。

### 2010年参院選後
2010年参院選の結果、民主党は改選議席数を減らして敗北、自民党が改選第1党となった。この結果、連立与党である国民新党を加えても参議院における過半数を下回ったことで、再びねじれ状態となった。与党が過半数を割る一方で野党も国会召集日までに過半数勢力を結集できず、法的な議事運営権をもつ参議院議長は与党民主党、議事運営のスケジュールを調整し議長はその具申に従うことが慣行とされてきた議運の委員長は野党自民党から選出されるという、近年例のない形となった。この結果、民主党の有力支援団体である日本教職員組合が強く求めてきた教員免許更新制の廃止を断念するなど、与党が重要法案と位置づけてきた多くの法案審議スケジュールに影響が出ることとなった 。
ここで生じたねじれは、2007年のそれとは異なり、連立与党の議席は衆議院での再可決が可能な2/3に満たず、円滑な国会運営のためには、連立の組み替えも含めた野党との連携が必須となっている。しかし、1989年や1998年とも異なり、選挙で野党と全面対決して敗北した菅直人首相が続投したままであり、首相交代による仕切り直しを経ていないため、対決姿勢を崩していない野党との連携も困難を極めた。特例公債法案やエネルギー関連法案も野党ペースで修正されて可決された後に菅直人は首相を退陣した。
2011年に誕生した野田政権はねじれ国会下の政界を「決められない政治」とし、「決められる政治」への脱却を目指した。2012年には自民党・公明党との三党合意により、消費税の10%への引き上げを含む社会保障と税の一体改革関連法案（消費税増税法案）を可決成立するなど、通常であれば与野党対立を招来するような大きな課題が進展したという側面もある。なお、この際に「近いうちに衆議院解散」の言質を取られ、2012年11月に衆議院を解散した。

### 2012年衆院選後
2012年衆院選の結果、自民党が圧勝して自公連立で衆院の3分の2を占めるに至った。だが、2010年参院選では民主党側も自民党側も参院過半数を占めてはいなかった。そのため、引き続きねじれは解消していない状態であった。
参議院では人事官や会計検査官の同意人事が否決されたり、川口順子参議院外務委員長への解任決議が可決されたり、安倍晋三内閣総理大臣への問責決議が可決されたり、衆議院定数是正法案が参議院で可決されず衆議院可決から60日経過後にみなし否決された後に衆議院で再可決したりしている。しかし直前の総選挙圧勝の余勢は大きく、審議は概ね与党ペースで進んだ。
その後、2013年参議院選挙において、自民党が改選121議席の過半数を上回る65議席を獲得。公明党との連立与党全体で見ても76議席を得たため、非改選を含む全体で与党が135議席を獲得したことで、2010年以来のねじれ解消が確定した。
以後の衆院選（2014年・2017年・2021年）・参院選（2016年・2019年・2022年）でも自民党側が優勢を維持した。

#### 野党内のねじれ現象
自民一強多弱の状況下、民共共闘などを巡って野党内で対立が発生し、2017年の衆院選をきっかけに野党第一党の民主党改め民進党が分裂。衆院では立憲民主党が第一党の座を獲得したのに対して、参院では民進党（のち旧希望の党を吸収合併して国民民主党に改称）会派が最大勢力であり、時には路線の違いにより立民・国民2党間が対立し、野党の状況は、ねじれ状態の前提となる「政権交代可能な2大政党」の一翼からは程遠い状態となっていった。このように野党間で衆院第一党と参院第一党が異なり足並みの乱れが生じている現象を、前述した本来の意味に例えて「野党内ねじれ国会」と評された。
しかし、その後立民は民進からの離党者などを取り込んで人数を増やし、2018年10月17日には旧民進系無所属・野田国義の会派入りにより国民と同数の24に並んだ。19日には国民の長浜博行元環境相が離党届を提出したことにより、立民が衆参ともに野党第1会派になり"ねじれ解消"に至った。

## 日本以外でのねじれ現象
一般的に両院制では、両院の選挙方法の差異が大きいほど「ねじれ」が生じやすくなる傾向にある。
イギリスでは世襲貴族や一代貴族によって構成される貴族院が、公選制の庶民院と異なる法案を可決したり、庶民院から回付された議案を修正議決したりすることがある。フランスの場合は元老院（上院に相当）議員が間接選挙によって選出されるが、その選出方法が右派に有利である。そのため、直接選挙（決選投票方式の小選挙区制選挙）の国民議会（下院に相当）で左派が過半数を占めると、ほぼ確実に「ねじれ」が生じる。ドイツでは連邦参議院（上院）議員が各州の代表によって構成されるが、アメリカ合衆国の中間選挙のように州議会議員選挙によって国政与党が敗北しやすい傾向にあり、直接選挙（小選挙区比例代表併用制）の連邦議会（下院）との間でしばしば「ねじれ」が生じる。大日本帝国憲法下の日本の貴族院・衆議院もこれら諸国と同様の状態になることがあった。イタリアでは両院の権限がほぼ対等であり、「ねじれ」が生じると政権交代が起きやすい。イタリアでは、第二次世界大戦後から現在に至るまで、5年間の任期を全うした政権が存在しない。
但しこれらの国では、下院の議決に対して上院が譲歩する慣例や政府によるイニシアティブが議会制度にビルトインされているため、議会での審議を通じて合意形成を図るという志向性が政府・与党と野党の間で共有されており、ねじれ状態が審議の停滞に直結していない。
アメリカでは1990年代以降に議会の党派性が高まり、予算不成立による政府機関閉鎖が度々起こっている。2010年の中間選挙では、上院で与党の民主党が多数、下院で野党の共和党が多数となるねじれが実現した。その結果、医療保険制度改革をめぐる与野党の対立が激化して、2014年の暫定予算案が通らない事態となった。事実上、予算が人質となった形である。アメリカにおける2014年度となった2013年10月、予算案が通らないため、NASAや国立公園などが閉鎖、連邦政府の職員80万人以上が休職状態となっている。同じ状態は1995年にも発生しており、この時は21日間続いた。2018年の中間選挙でも上院では与党の共和党が過半数を占めたのに対し下院では野党の民主党が多数となった。ただし、上院では4割以上の少数派に支持されたフィリバスター等の議事妨害を覆すことが困難であるため「ねじれ」の有無に関わらず、上院の会派議席数に圧倒的な差がない場合には少数党が激しく反対する議案の上院通過は難しい。また、法案への拒否権を持つ大統領と議会が対立することもある。上記1995年のケースは、両院とも共和党が多数党である状況で起きている。